# Conveni de Berna
El conveni relatiu a la conservació de la vida silvestre i del medi natural d'Europa en anglès: Berne Convention on the Conservation of European Wildlife and Natural Habitats, més conegut com el Conveni de Berna té com a objectiu garantir la conservació de la vida silvestre i del medi natural d'Europa mitjançant una cooperació entre els Estats.
Aquesta convenció es va signar a Berna el 19 de setembre de 1979 i la Unió Europea és part contractant des de la Decisió 82/72/CEE del Consell, de 3 de desembre de 1981, que entrà en vigor el 6 de juny de 1982.

## Història
En la Convenció de Washington de 1973 sobre Comerç Internacional d'Espècies Amenaçades de Flora i Fauna Silvestres s'inclou el primer catàleg internacional d' espècies protegides enfront de l'explotació comercial. Aquest conveni afecta principalment a la fauna i flora d'altres continents.
Pretén millorar aquesta situació a través de dos convenis signats el 1979. Són la Convenció de Bonn, sobre aus i altra fauna migradora, i el de Berna, sobre tota mena de flora i fauna amenaçada.
El Conveni de Berna va ser l'impulsor de la creació de catàlegs nacionals d'espècies protegides en els estats membres. El 1980 es va aprovar el Español catàleg espanyol d'espècies de fauna protegides i el 1982 es va crear el catàleg de flora protegida.